# Parafia św. Maksymiliana Kolbego w Okszowie
Parafia św. Maksymiliana Marii Kolbego w Okszowie – parafia rzymskokatolicka, znajdująca się w archidiecezji lubelskiej, w dekanacie Chełm – Zachód.

## Historia
W latach 1983–1986 przy istniejącej już kaplicy zbudowano kościół. Świątynię poświęcił bp Jan Śrutwa 22 października 1989 roku. Parafia została erygowana 30 stycznia 1991 roku przez abp Bolesława Pylaka na terenach wyłączonym z parafii pw. Rozesłania Apostołów w Chełmie. 
Na terenie parafii działają 4 Koła Żywego Różańca i Wspólnota Chrystusa Zmartwychwstałego „Galilea” z dwoma „Domkami Zmartwychwstania”. Przy Domu Pomocy Społecznej w Nowinach działa Apostolstwo Dobrej Śmierci.  

## Terytorium
Do parafii należą wierni z miejscowości: Okszów, Kolonia Okszów, Koza Gotówka, Stańków i Nowiny.

## Proboszczowie
- ks. Tadeusz Walczuk (rektor od 1986) (1991–1995)[2][4]
- ks. Ryszard Szuran (1995–2005)[4]
- ks. Józef Cwener (2005–2017[3][5][4]
- ks. Andrzej Serafińczuk (2017– )[3]